# Dietrichs Flucht
Dietrichs Flucht ist Titel einer Ende des 13. Jahrhunderts entstandenen mittelhochdeutschen Heldendichtung aus dem Bereich der historischen Dietrichepik. Sie ist in fünf Handschriften aus dem späten 13. bis frühen 16. Jahrhundert überliefert, in vieren davon gemeinsam mit dem Epos von der zeitlich darauf folgenden Rabenschlacht. Dietrichs Flucht berichtet in 10.152 Reimpaarversen, wie Dietrich von Bern die Herrschaft über das ihm von seinem Vater Dietmar anvertraute Land im Kampf gegen Ermanarich (hier Ermrich genannt) verliert.

## Der Inhalt
Die folgende Inhaltsbeschreibung beruht auf Einführung in die mittelhochdeutsche Dietrichepik von Joachim Heinzle.

### Vorfahren Dietrichs
Dietwart, der Drachentöter, gewinnt Minne, die Tochter Ladiners, zur Frau. Er hat mit ihr 44 Kinder, alle sterben bis auf Sigeher. Dietwart wird 400 Jahre alt.
Sigeher hat mit Amelgart, Tochter des Königs der Normandie, 31 Kinder, nur der Sohn Ortnit und die Tochter Sigelind bleiben am Leben. Sigelind wird mit König Sigmund von Niederland verheiratet, ihr Sohn ist der Siegfried der Nibelungensage.
Nach Sigehers Tod, der wie Dietwart 400 Jahre alt wird, wird Ortnit König. Er wirbt um Liebgart, obwohl ihr Vater, König Godian, bisher alle Werber getötet hat. Ortnit verwüstet Godians Land, zwingt ihn, Liebgart herauszugeben. Godian rächt sich und  lässt vier Drachen in Ortnits Land bringen. Ortnit will sie töten, fällt aber auf dem Zug gegen sie in Schlaf und wird gefressen.
Wolfdietrich, der nun in Ortnits Land kommt, kann die Drachen töten, heiratet die verwitwete Liebgart. Er wird 503 Jahre alt und zeugt 56 Kinder, von denen nur Hugdietrich überlebt. Dieser erkämpft sich die Königstochter Sigeminne von Frankreich. Er wird 450 Jahre alt. Sein Sohn ist Amelung. Dieser heiratet eine Frau aus Frankreich, mit der er drei Söhne hat: Diether, Ermrich und Dietmar.

### Ermrichs Anschläge auf seine Neffen
Dietmar, Herrscher in Verona/Bern über die Lombardei, das Römische Reich, Istrien, Friaul und das Inntal, bittet vor seinem Tod (er wird 340 Jahre alt) seinen Bruder Ermrich, für seine Söhne Dietrich und Diether zu sorgen. Ermrich aber verwüstet das Römische Reich, tötet die Söhne seines anderen Bruders Diether, die Harlungen, und bemächtigt sich ihres Erbes. Sein Ratgeber Sibeche rät ihm nun, auch Dietrich, Nachfolger Dietmars in Bern, zu beseitigen. Randolt soll ihn an seinen Hof locken. Randolt warnt Dietrich.

### 1. Schlacht vor Mailand, Geiselnahme und Flucht
Daraufhin überzieht Ermrich Dietrichs Land mit Krieg. Dietrich sammelt ein Heer, überfällt nächtens Ermrichs riesiges Heer bei Mailand und erringt den Sieg. Ermrich aber flieht. Dietrich kann seine Leute nicht angemessen belohnen. Berchtram von Pola und Hildebrand, Dietrichs Erzieher, wollen ihre Schätze zur Verfügung stellen. Ermrich erfährt davon und sendet 500 Mann aus, die Dietrichs wichtigste Gefolgsleute beim Transport des Schatzes überfallen und gefangen nehmen. Nur Dietleib von Steier entkommt. Ermrich lehnt einen Gefangenenaustausch ab, obwohl sein eigener Sohn Friderich sich in Dietrichs Gewalt befindet. Er verlangt für die Herausgabe der Dietrichmannen Dietrichs gesamten Besitz. Dietrich darf nicht einmal Bern behalten. Zu Fuß müssen er und sein Hof, Männer und Frauen, Bern verlassen. Die Frauen bringt Amelolt von Garda in Sicherheit, dem sie unterwegs begegnen.

### 2. Schlacht vor Mailand
Mit 50 Männern zieht Dietrich ins Hunnenland und sie verbringen in Gran die Nacht in einem Kaufmannshaus. Am nächsten Tag kommt die Hunnenkönigin Helche in Begleitung Rüdigers nach Gran. Sie verspricht Dietrich, sich bei Etzel für ihn einzusetzen. Etzel, der später in Gran eintrifft, verspricht Dietrich Hilfe. Da trifft Amelolt ein und berichtet, er hätte Bern erobern können. Mit seinen Leuten und einer hunnischen Truppe zieht Dietrich nach Bern, Rüdiger folgt ihm mit einem großen Heer. Wieder vor Mailand kommt es zur Schlacht die Ermenrich wieder verliert, 56.000 seiner Männer fallen, doch er kann nach Ravenna fliehen. Dietrich belagert Ravenna, Ermenrich kann nach Bologna entkommen. Ermenrich löst die von Dietrich gefangenen Männer gegen Lösegeld aus. Witege, der zu Ermrich übergegangen ist, wird nicht freigelassen, doch auf Anraten Rüdigers und anderer versöhnt sich Dietrich mit ihm. Er vertraut Witege Ravenna an und schenkt ihm das Pferd Schemming. Dietrich führt das Hunnenheer zurück zur Etzelburg. Widerstrebend heiratet er auf Anraten Etzels und Helche Helches Schwestertochter Herrat.

### Wittichs Verrat, Schlacht vor Bologna, Alphart
Eckewart trifft am Etzelhof ein und berichtet, Witege sei erneut abtrünnig geworden, hätte Ravenna an Ermrich ausgeliefert und  dieser hätte alle Einwohner töten lassen. Hier lässt der Dichter Dietrich die verzweifelten Worte ausrufen „wie sol ich nû gebâren! owê ich armer Dietrich!“ („Was soll ich jetzt tun! Ach, ich armer Dietrich“). Etzel bietet ein riesiges Heer auf, das unter Dietrichs Führung Ermrich vor Bologna besiegt. Ermrich rettet sich in die Stadt. Dietrich hat viele Männer, darunter Alphart, verloren. Diesen beweinend kehrt er zu Etzel zurück.
Damit endet die Geschichte von Dietrichs Flucht. Die Geschichte von der Rabenschlacht schließt sich ihr an.

## Stil und Erzählabsicht
Dietrichs Flucht ist in Reimpaaren abgefasst, die im Unterschied zur Strophenform, wie sie im Nachfolgeepos Rabenschlacht verwendet wird, nicht für den Gesangsvortrag mit Instrumentbegleitung, sondern für Sprechstimme bestimmt sind. Die Reimpaar-Form ist vor allem in der volkssprachlichen Literatur üblich. Unter Umständen sollte durch die Reimpaar-Form ein normalerweise für das höfische Publikum bestimmter Inhalt für eine größere Zuhörerschaft aufbereitet werden.
Die einleitende Genealogie verrät die Absicht, die Dietrichsage in die übrige heroische Dichtung des Ortnit-/Wolfdietrich-Komplexes und der Nibelungensage einzugliedern.
Die sich steigernde Wiederholung ist das grundlegende Erzählthema: drei Schlachten, immer wieder gewonnen, doch ohne Erfolg, weil gefolgt von Heimtücke (Gefangennahme von Dietrichs Leuten) oder Verrat (der treulose Wittich übergibt Ravenna an Ermrich). Auch der Beginn des Konflikts folgt diesem Schema: Erst werden die Harlunge getötet, dann mit einem Riesenheer der bedeutendere Dietrich.
Das Böse wird auf Ermanrich konzentriert, was umso mehr zum Ausdruck kommt, weil die Gestalt des Sibeche weniger deutlich hervorgehoben wird als in der Thidrekssaga oder der Heldenbuch-Prosa. Dadurch wird die bedingungslose Treue Dietrichs noch mehr hervorgehoben, der bereit ist, sein ganzes Reich für das Leben seiner Gefolgsleute zu opfern, während Ermenrich das Schicksal seines Sohnes gleichgültig ist. Das Gute wird auch von Helche und Etzel repräsentiert, die mild und freigebig dargestellt sind.
Die Übertriebenheit der Schilderungen – so dampfen die Krieger vor Wut und Anstrengungen so stark, dass sie einander nicht mehr sehen können – haben dazu geführt, dass die ältere Forschung, die den Maßstab klassischer Ästhetik anlegte, sowohl Dietrichs Flucht, als auch die Rabenschlacht, als Produkt dichterischer Unfähigkeit sehr negativ bewertet haben. Doch der pathetisch-hyperbolische Stil, der diese beiden Werke kennzeichnet, ist auch bei der lateinisch-gelehrten rhetorikbezogenen Dichtung zu finden, resultiert also nicht aus mangelndem Können, sondern ist Absicht.

## Sprache
Die drei frühesten überlieferten Manuskripte aus dem 14. Jahrhundert sind durchwegs in einem bairisch-österreichischem Mittelhochdeutsch verfasst. Bei der Berliner Handschrift mgf 1062 (um 1300) wird ein Entstehungsort in Niederösterreich angenommen, ebenso bei der Wiener Handschrift Cod. 2779 (1. Viertel des 14. Jahrhunderts). Das ebenfalls vom Anfang des 14. Jahrhunderts stammende Innsbrucker Fragment B III weist auch eine bairisch-österreichische Schreibform auf, teilweise mit Merkmalen, die nach Südtirol deuten könnten. Daneben ist der Text in einer schwäbischen Handschrift vom 15. Jahrhundert überliefert und noch einmal im Ambraser Heldenbuch vom Anfang des 16. Jahrhunderts.

## Autor und Herkunft
In Dietrichs Flucht wird mitgeteilt, Heinrich der Vogler hätte einen Exkurs gegen Fürstenwillkür verfasst, der an Helches Geldgabe für die Entlohnung von Dietrichs Rittern anschließt. Darum wurde angenommen, Heinrich der Vogler hätte sowohl Flucht als auch Rabenschlacht verfasst. Doch die Unterschiede zwischen beiden Dichtungen sprechen dagegen und eigentlich kann nur der Exkurs selber diesem Dichter zugeschrieben werden.